# Thaumatoxena
Thaumatoxena (лат.) — род термитофильных мелких мух-горбаток из подсемейства Thaumatoxeninae (отряд двукрылые). Крылья микроптерные (летать не могут). Глаза редуцированные. Скутеллюм и оцеллии отсутствуют. Лоб значительно короче своей ширины. Абдоминальный 2-й тергит сильно увеличен и покрывает все остальные сегменты брюшка. Обнаружены в гнёздах термитов родов Macrotermes и Trinervitermes. Африка.

## Систематика
Первоначально род Thaumatoxena был отнесён к новому подотряду в составе отряда полужесткокрылые (Hemiptera). Однако, уже в 1906 году итальянский энтомолог Филиппо Сильвестри (Silvestri, 1906) признал в них двукрылых насекомых в качестве отдельного семейства, близкого к Phoridae. В 1929 году Шмитц (Schmitz, 1929) включил Thaumatoxena в состав Phoridae в качестве подсемейства. Долгое время мелких самок описывали как самцов крупных видов, но истинные самцы оставались неизвестными вплоть до 1992 года (Disney, 1992).
- Thaumatoxena andreinii Silvestri, 1905
- Thaumatoxena burtti Schmitz, 1939
- Thaumatoxena darlingtonae Disney & Darlington, 2000
- Thaumatoxena grassei  Schmitz, 1939
- Thaumatoxena nudistriga  Disney, 1992
- Thaumatoxena pilosior  Schmitz, 1955
- Thaumatoxena polytricha  Schmitz, 1951
- Thaumatoxena schoutedeni  Schmitz, 1950
- Thaumatoxena sudanica  Schmitz, 1939
- Thaumatoxena tragardhi  Schmitz, 1939
- Thaumatoxena unispina  Disney, 1992
- Thaumatoxena wasmanni Breddin & Borner, 1904typus